# Capulus huangi
Capulus huangi is een slakkensoort uit de familie van de Capulidae. De wetenschappelijke naam van de soort is voor het eerst geldig gepubliceerd in 2012 door S.-I Huang & Y--F. Huang.